# Tentera Udara Diraja Brunei
La Tentera Udara Diraja Brunei o abbreviata TUDB, conosciuta internazionalmente con la denominazione in lingua inglese Royal Brunei Air Force, è l'attuale aeronautica militare del Sultanato del Brunei e parte integrante del Angkatan Bersenjata Diraja Brunei, le forze armate del Brunei.

## Storia
L'attuale forza aerea trae origini dall'Air Wing del Royal Brunei Malay Regiment istituita nel 1965 quando il territorio era ancora parte del Commonwealth Britannico. Dopo il 1984, anno in cui il Brunei ottiene l'indipendenza, continuò a conservare la precedente organizzazione fino al 1º ottobre 1991 quando, con il consenso del Sultano Hassanal Bolkiah, l'Air Wing venne ufficialmente ridesignata Tentera Udara Diraja Brunei mantenendo comunque anche la designazione in lingua inglese Royal Brunei Air Force.

## Aeromobili in uso
Sezione aggiornata annualmente in base al World Air Force di Flightglobal del corrente anno. Tale dossier non contempla UAV, aerei da trasporto VIP ed eventuali incidenti accorsi durante l'anno della sua pubblicazione. Modifiche giornaliere o mensili che potrebbero portare a discordanze nel tipo di modelli in servizio e nel loro numero rispetto a WAF, vengono apportate in base a siti specializzati, periodici mensili e bimestrali. Tali modifiche vengono apportate onde rendere quanto più aggiornata la tabella.
| Aeromobile                            | Origine          | Tipo                              | Versione (denominazione locale) | In servizio (2024) | Note                                                                                      | Immagine |
| Aerei da pattugliamento marittimo     |                  |                                   |                                 |                    |                                                                                           |          |
| IPTN CN-235MPA Persuader              | Indonesia Spagna | aereo da pattugliamento marittimo | CN-235MPA                       | 1                  | 3 esemplari consegnati.                                                                   |          |
| Aerei da trasporto                    |                  |                                   |                                 |                    |                                                                                           |          |
| Boeing 747                            | Stati Uniti      | aerei da trasporto VIP            | B747-8                          | 1                  | 1 consegnato ed operativo a maggio 2017.                                                  |          |
| Boeing 767                            | Stati Uniti      | aerei da trasporto VIP            | B767-27G(ER)                    | 1                  | 1 consegnato nel febbraio 2000.                                                           |          |
| Boeing 787                            | Stati Uniti      | aerei da trasporto VIP            | B-787-8                         | 1                  | 1 consegnato nel dicembre 2018.                                                           |          |
| Lockheed Martin C-130J Super Hercules | Stati Uniti      | aerei da trasporto                | C-130J                          | 0                  | Un esemplare ordinato ad ottobre 2014.                                                    |          |
| IPTN CN-235                           | Indonesia Spagna | aerei da trasporto                | CN-235M-200                     | 1                  | Un CN-235-110M consegnato nel 1997.                                                       |          |
| Airbus C-295                          | Europa           | aerei da trasporto                | C-295MW                         | 2                  | 3 C-295MW ordinati il 2 dicembre 2022. Primi due esemplari consegnati il 19 gennaio 2024. |          |
| Aerei da addestramento                |                  |                                   |                                 |                    |                                                                                           |          |
| Pilatus PC-7 Turbo Trainer            | Svizzera         | Aereo da addestramento            | PC-7 Mk.2                       | 4                  | 4 consegnati e tutti in carico a maggio 2017.                                             |          |
| Elicotteri                            |                  |                                   |                                 |                    |                                                                                           |          |
| Airbus Helicopters H145M              | Europa           | elicotteri utility                | H145M                           | 0                  | 6 H145M ordinati il 2 maggio 2024.                                                        |          |
| Bell 214                              | Stati Uniti      | elicotteri utility                | Bell 214ST                      | 1                  | Un esemplare consegnato.                                                                  |          |
| Sikorsky S-70 Blackhawk               | Stati Uniti      | elicotteri utility                | S-70A                           | 12                 | 12 S-70A consegnati a partire dagli anni 2010.                                            |          |
| Bell 206                              | Stati Uniti      | elicottero da trasporto           | Bell 206B-3 Jet Ranger III      | 2                  | 2 consegnati.                                                                             |          |

## Aeromobili ritirati
- MBB Bo 105CB - 6 esemplari (1981-2022)[10][9]
- Siai-Marchetti SF-260W - 4 esemplari (?-?)[4]